# Штрейкбрехер (оповідання)
«Штрейкбрехер» (англ. Strikebreaker) — науково-фантастичне оповідання американського письменника Айзека Азімова, вперше опубліковане у січні 1957 року в журналі The Original Science Fiction Stories. Увійшло до збірок «Прихід ночі та інші історії» (1969), «Сни робота» (1986).

## Сюжет
Події відбуваються на Елсевері — позасонячному планетоїді 100 миль у діаметрі, де на численних підземних рівнях живе 30-тисячне кастове суспільство. За кожним сімейством закріплена професія, яку вони не можуть змінити.
Прибувший із Землі соціолог Стівен Ламорак дізнається, що місцевий працівник Ігор Рагушнік розпочав страйк. Сім'я Рагушніка є кастою недоторканих, оскільки управляє очисними спорудами на Елсевері. Рагушнік вимагає припинити ізоляцію його родини. Рада колонії відкидає його вимоги, незважаючи на загрозу суцільної епідемії.
Коли ситуація погіршується, Ламорак вирішує добровільно попрацювати на очисних спорудах. Зазнавши невдачі, Рагушнік повертається до роботи. Ламорак переконує його, що з часом ситуація покращиться, але той не вірить.
Тим часом Ламорак для жителів Елсевера теж стає недоторканим, і вони просять його залишити колонію.